# Erquery
Erquery är en kommun i departementet Oise i regionen Hauts-de-France i norra Frankrike. Kommunen ligger i kantonen Clermont som tillhör arrondissementet Clermont. År 2022 hade Erquery 592 invånare.

## Befolkningsutveckling
Antalet invånare i kommunen Erquery
| Referens: INSEE |